# 안산 대부광산 퇴적암층
안산 대부광산 퇴적암층(安山大阜鑛山堆積巖層)은 대한민국 경기도 안산시 대부동 선감동에 있는 퇴적암층이다. 2003년 9월 4일 경기도의 기념물 제194호로 지정되었다.

## 개요
안산 대부광산 퇴적암층은 중생대 후백악기(7,000만년 전후)의 응회암질(화산쇄설물) 사암 내지는 이암으로 구성되어 있다. 1999년 대부광산 암석채취 중 초식공룡 케리니키리움 발자국 1족이 발견신고된 이후 총 23개의 공룡발자국 및 식물화석 클라도플레비스(Cladophlebis)가 발견되었다. 이중 보존상태가 양호한 9개는 현재 안산시에 보관중에 있다.
대부광산 퇴적층중 화산 폭발시 퇴적된 입자에 대한 칼륨-아르곤 연대 측정을 실시한 결과 퇴적 시기는 공룡이 번성했던 중생기 후기인 7,000만년 전후이다. 퇴적층을 구성하는 많은 층리의 색깔 및 두께의 변화 등을 고려해 볼 때 이 지역이 당시 호수지역임을 알 수 있다. 특히 대부광산의 절개된 퇴적암층은 우리나라에서 가장 두껍게 절개되어 있고 제주도에서 볼 수 있는 화산암체(큰딱섬 등)와 공룡 발자국 화석 등이 분포하고 있다.
대부광산 퇴적암층은 서울 근교에서 유일하게 중생대 지질층과 화산암체를 종합적으로 볼 수 있고, 인근 화성의 시화호 공룡알화석지(천연기념물 제414호)와 관련되어 당시의 식생 및 환경을 판단해 볼 수 있는 실마리를 제공하는 중요한 지질층이다.
2024년 7월 기준 현재 공사중이며 출입구가 닫혀있다.

## 같이 보기
- 화성 고정리 공룡알화석 산지 - 천연기념물 제414호
- 안산시의 지질
- 서울특별시의 지질

## 참고 문헌
- 안산대부광산퇴적암층 - 국가유산청 국가유산포털